# Pelene

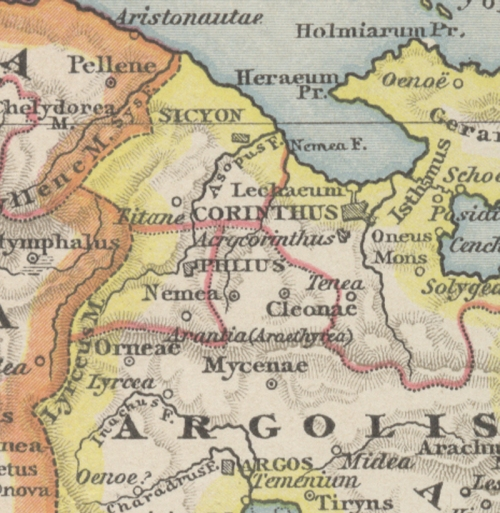
Pelene está en el noroeste del mapa, colindante con el territorio de Sición.

Pelene (en griego antiguo: Πελλήνη y en latín: Pellene) fue una ciudad de Acaya, la más oriental de las doce ciudades de la Liga Aquea. Limitaba al este con el territorio de Sición y al oeste tenía la ciudad de Egira. Estaba en una posición fortificada y no muy lejana del mar. Su puerto se llamaba Aristonautas, donde supuestamente los argonautas habían desembarcado en el curso de su viaje. Al este del puerto había una fortaleza llamada Oluro. Otra fortaleza de nombre Gonoesa, cuyo nombre correcto según Pausanias era Donusa, pertenecía a Sición, pero antes había sido de Pelene.

## Mitología
Su nombre derivaba, según la leyenda defendida por sus habitantes, del titán Palante pero los argivos decían que venía del argivo Pelén, hijo de Forbas.
De Pelene procedían Asterio y Anfión, hijos de Hiperasio, que participaron en la expedición de los Argonautas en busca del vellocino de oro.

## Historia
Pelene es una ciudad de gran antigüedad: ya fue mencionada por Homero en el catálogo de las naves de la Ilíada, donde era uno de los territorios que estaban bajo el dominio de Agamenón. Por otra parte, según una tradición acerca del origen de los habitantes de Escíone, al regresar de la guerra de Troya, una tempestad llevó al contingente de Pelene al lugar donde se encontraba Escíone, y allí se establecieron.
Tras la primera guerra sagrada, los habitantes de Pelene preguntaron al oráculo de Delfos si debían reconstruir su ciudad o construir otra. El oráculo respondió:

Obedece mis palabras: coge lo del extremo y tendrás lo de en medio.

La tradición sobre el modo en que se interpretaron estas palabras no es unánime: podrían haber decidido instalarse en medio de una colina o en la parte más alta.
Durante la guerra del Peloponeso estuvo al lado de Esparta y le suministró soldados y naves. Continuaban siendo aliados de Esparta en la batalla de Nemea del 394 a. C, en el monte Oneo y en la batalla de Lequeo, hacia el año 390 a. C. Luego se pusieron del lado de Tebas por un breve periodo tras el cual volvieron a la alianza con los lacedemonios.
En tiempos de Filipo II de Macedonia se impuso la tiranía de Querón, un ciudadano destacado, conocido atleta. Después de la muerte de Alejandro Magno y con el restablecimiento de la Liga Aquea, la ciudad fue teatro de luchas encarnizadas. Hacia el año 240 a. C. Arato de Sición expulsó a las fuerzas de la Liga Etolia que se habían apoderado de Pelene.
Pelene pasó, junto con el resto de territorios de Grecia, a estar bajo el dominio de los romanos tras la destrucción de Corinto del año 146 a. C.

## Pelene en los juegos deportivos
Varios atletas de la Antigüedad procedentes de Pelene tuvieron fama por haber conseguido victorias en los Juegos Panhelénicos:
- Fanas, que venció en los Juegos Olímpicos en el 542 a. C., en las carreras del estadio, el diaulo y el hoplitódromo.[16]
- Sóstrato, que venció en la carrera infantil del 460 a. C.[17]
- Prómaco, que consiguió vencer, en la prueba del pancracio, una vez en Olimpia (el año 404 a. C.), dos en los Juegos Istmicos y tres en los Juegos Nemeos. Se le había erigido una estatua en Olimpia y otra en el gimnasio de Pelene.[18]
- Querón, que venció dos veces en lucha en los Juegos Istmicos y cuatro en los Olímpicos.[13]

En invierno se celebraban en Pelene, en honor de Apolo, los Juegos Teoxenios, donde competían únicamente habitantes de la zona y cuyo premio era un manto de lana, llamado manto pelénico aunque, según Pausanias, el premio era monetario.
Pausanias cuenta que, en Pelene, haberse ejercitado en el gimnasio era condición indispensable para adquirir la condición de ciudadano.

## Recintos sagrados en tiempos de Pausanias
Pausanias destaca la existencia en el camino a Pelene una estatua de Hermes Dolio al que se le realizaban súplicas, de un templo de Atenea que contaba con una estatua criselefantina que se atribuía a Fidias, de un bosque de Artemisa Soteira rodeado por una muralla donde solo podían entrar los sacerdotes y un santuario de Dioniso Lampter, en honor del que se celebraban las fiestas llamadas Lampterias.
En Pelene se encontraba un santuario de Apolo Teoxenio con una estatua de bronce, un templo de Artemisa con una estatua donde estaba representada disparando el arco, un santuario de Ilitía y un lugar, que en tiempos de Pausanias estaba deshabitado, consagrado a Poseidón.
Además, a unos 60 estadios de Pelene había un santuario y bosque sagrado de Deméter Misia conocido como el Miseon cuya fundación se atribuía a Misio de Argos. En este recinto se celebraba una fiesta en honor de Deméter. Cerca de este había un santuario de Asclepio donde se realizaban curaciones y había un manantial.

## Arqueología
El arqueólogo griego Anastasios Kimonos Orlandos realizó excavaciones en la colina de Tserkova, cerca de una aldea llamada Zugra, en 1931-32, que permitieron identificar este lugar con Pelene, principalmente por los hallazgos epigráficos, aunque no es seguro que este asentamiento sea el mismo que el nombrado en la Ilíada, ya que Estrabón distingue la fortaleza de Pelene de la aldea Pelene, por tanto es probable que la Pelene homérica fuera abandonada y los peleneos construyeran otra ciudad en el lugar donde se ubican los restos hallados por Orlandos.